# Машаду ди Асис
Жоаким Мария Машаду ди Асис (на португалски: Joaquim Maria Machado de Assis) е бразилски писател.
Той е роден на 21 юни 1839 година в Рио де Жанейро в семейството на бояджия. От ранна възраст започва работа като печатар, след което започва и да пише за различни вестници, а по-късно става държавен чиновник. Публикува романи, пиеси, стихотворения и разкази и се утвърждава в литературния живот на страната. Макар да става известен извън страната едва след смъртта си, Машаду ди Асис често е определян като най-значимия бразилски писател.
Машаду ди Асис умира на 29 септември 1908 година в Рио де Жанейро.
1. ↑  www.academia.org.br //   Посетен на 5 май 2021 г.